# Galleria civica d’arte moderna e contemporanea
Die Galleria Civica d’Arte Moderna e Contemporanea di Torino (auch bekannt unter dem Akronym GAM Torino) befindet sich in der Via Magenta 31 (Stadtteil Crocetta), im 1. Bezirk von Turin, Italien. Sie wurde um 1891–1895 gegründet und beherbergt die ständigen künstlerischen Sammlungen des 19. und 20. Jahrhunderts. Sie ist Teil der Fondazione Torino Musei, zu der auch das MAO (Museo d’Arte Orientale), der Palazzo Madama (Museo Civico d’Arte Antica) und der Borgo e la Rocca medievali gehören.

## Geschichte

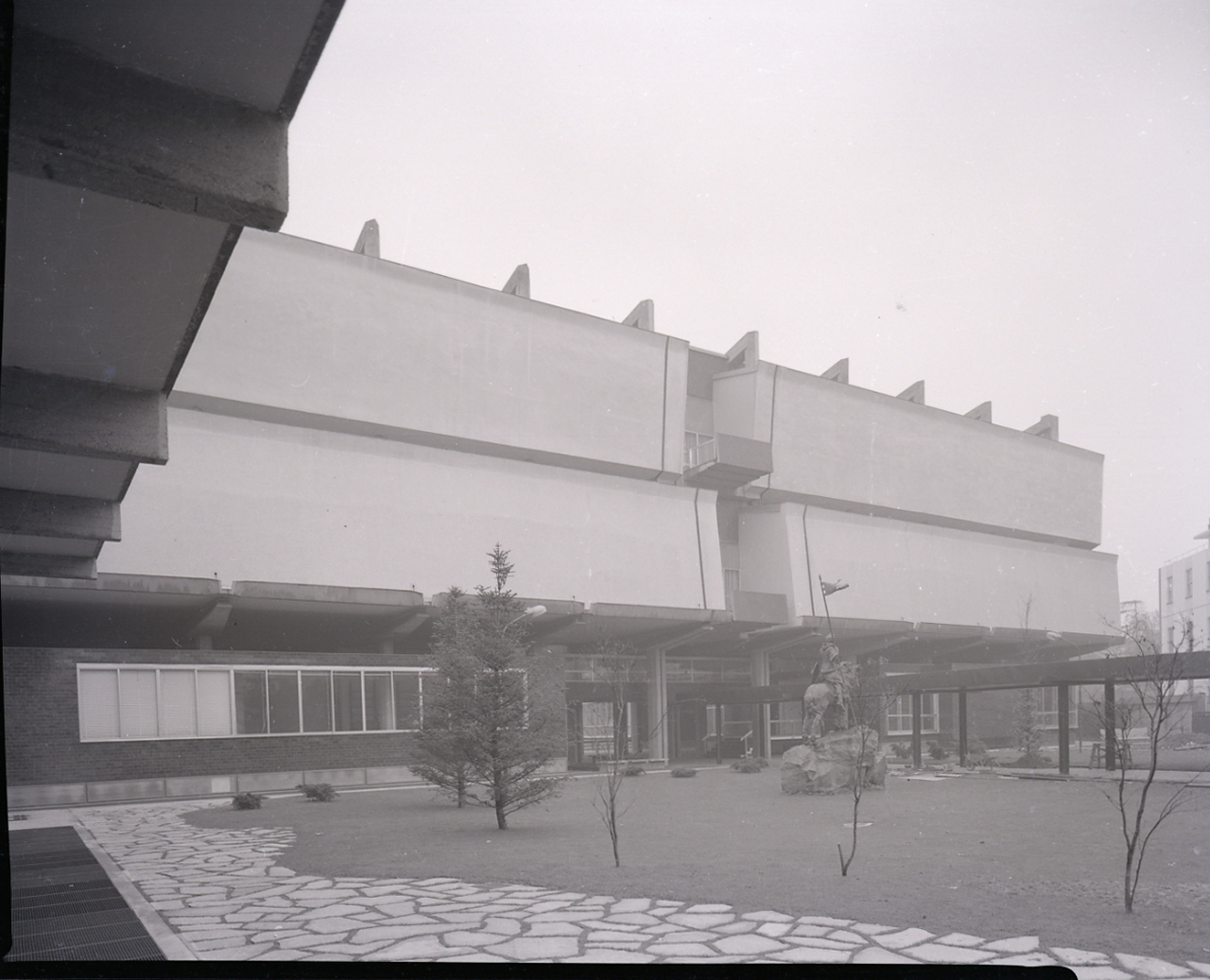
Ansicht des Gebäudes, in dem die Galerie untergebracht ist (1959), fotografiert von Paolo Monti im Jahr der Einweihung

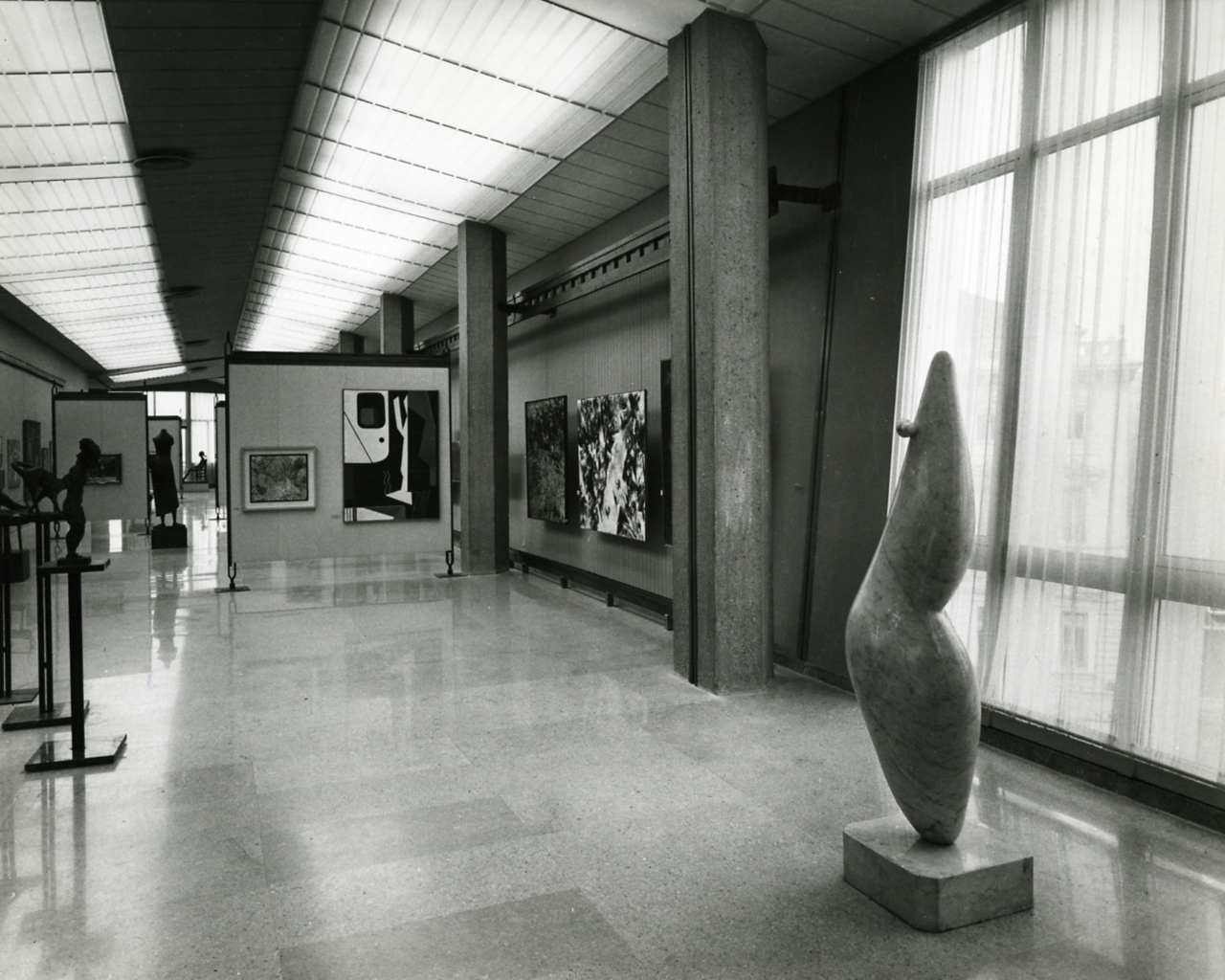
Foto von Paolo Monti, 1959

Die Sammlung moderner Kunst durch die Stadt Turin begann mit der Gründung des Museo Civico im Jahr 1863. Sie war die ersten Stadt in Italien, die eine öffentliche Sammlung moderner Kunst förderte. Diese erste Sammlung befand sich zusammen mit den Sammlungen der Antiken Kunst in einem Gebäude in der Nähe der Mole Antonelliana.
Von 1895 bis 1942 wurde sie in einem Pavillon am Corso Siccardi (heute Corso Galileo Ferraris) ausgestellt, der während der anglo-amerikanischen Bombenangriffe im Zweiten Weltkrieg zerstört wurde.
An der gleichen Stelle wurde der von Carlo Bassi und Goffredo Boschetti entworfene Bau errichtet und 1959 eingeweiht. Die Sammlung moderner Kunst wurde auf Betreiben des Direktors Vittorio Viale in die beiden Stockwerke des neuen Gebäudes verlegt.
In den 1980er Jahren wurde der Palazzo für unbenutzbar erklärt und nach einer langen Reihe von Restaurierungsarbeiten im Juli 1993 wieder eröffnet.

### Gestaltung
Im Jahr 2009 wurde die Sammlung neu geordnet. Sie folgt nun nicht mehr der chronologischen Reihenfolge der ausgestellten Werke, sondern einem logischen Muster aus Ansicht, Genre, Kindheit und Spiegelungen.
Nach der Neuorganisation anlässlich des 150-jährigen Jubiläums der GAM Sammlungen, im Jahr 2013, wurden die Bereiche Unendlichkeit, Geschwindigkeit, Ethik und Natur eingerichtet. Der Bestand der Galerie besteht aus über 47.000 Werken, darunter Gemälde, Skulpturen, Installationen und Videos. Im Untergeschoss finden auch wichtige Ausstellungen statt und es steht eine sehr reichhaltige Videothek zur Verfügung.

## Angebote
Es gibt mehrere didaktische Labore, einen Konferenzraum, eine Bibliothek, ein Fotoarchiv, eine thematische Buchhandlung und eine Cafeteria.

## Erreichbarkeit
- Sie kann von der Haltestelle Re Umberto der Linie M1 der Metropolitana di Torino erreicht werden.

## Hauptwerke

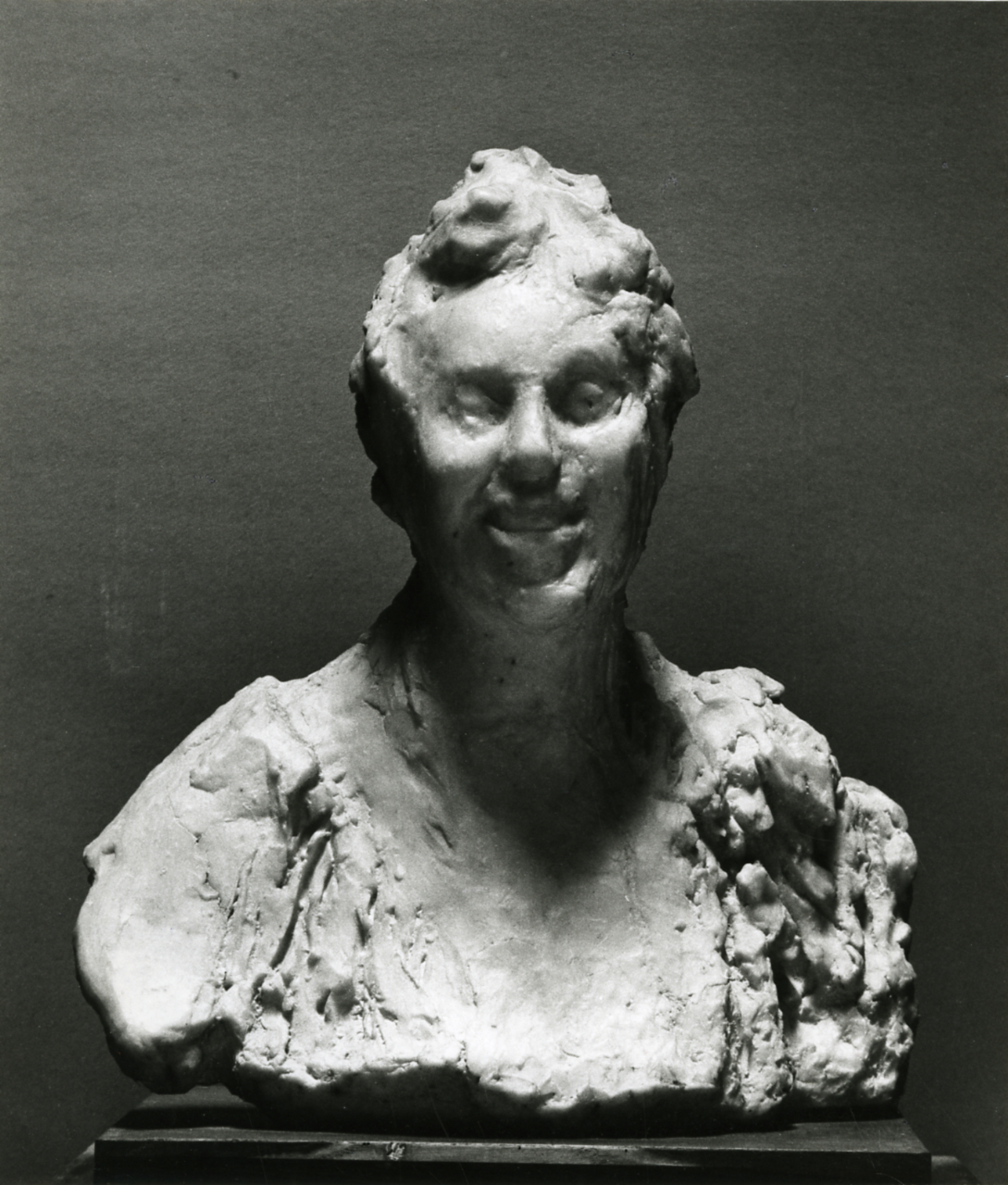
Skulptur von Medardo Rosso
(Foto Paolo Monti)

Sie umfasst Kunstwerke aus dem 19. und 20. Jahrhundert, darunter Werke von Antonio Canova, Giovanni Fattori, Giuseppe Pellizza da Volpedo, Antonio Fontanesi, Giacomo Grosso, Antonio Mancini, Giacomo Balla, Filippo de Pisis, Mario Tozzi, Paul Klee, Amedeo Modigliani, Pablo Picasso, Andy Warhol, Giorgio De Chirico, Lucio Fontana, Dadamaino, Felice Casorati, Carlo Levi, Pinot Gallizio, Nino Franchina und Domenico Valinotti.